# C.A. Bottolfsen
Clarence Alfred "Bott" Bottolfsen, född 10 oktober 1891 i Superior, Wisconsin, död 18 juli 1964 i Boise, Idaho, var en amerikansk republikansk politiker. Han var guvernör i delstaten Idaho 1939–1941 och 1943–1945.
Bottolfsen flyttade 1910 till Arco, Idaho där han var verksam som publicist. Han vann guvernörsvalet 1938 som republikanernas kandidat, förlorade två år senare mot Chase A. Clark och gjorde sedan comeback i valet 1942. År 1940 utnämnde han John W. Thomas till USA:s senat efter att William Borah hade avlidit i ämbetet. År 1944 kandiderade Bottolfsen själv utan framgång till senaten. Bottolfsen, som var lutheran och frimurare, avled år 1964 och gravsattes på Hillcrest Cemetery i Arco.